# Daniel Sterzik
Daniel Sterzik (* 17. března 1981 Sokolov) je český politik a blogger, zakladatel a předseda hnutí Stačilo!, v letech 2024 až 2025 asistent poslance Evropského parlamentu Ondřeje Dostála. Na sociálních sítích vystupuje pod pseudonymem Vidlák a v této roli bývá označován za dezinformátora.

## Život
Narodil se v Sokolově do evangelické rodiny.[chybí lepší zdroj] Jeho rodina se k protestantismu údajně hlásila už za doby Petra Chelčického. Jeho předci pocházející z Horní Sloupnice nesli původně příjmení „Škeřík“, které však němečtí matrikáři zkomolili na „Sterzik“.[chybí lepší zdroj][chybí lepší zdroj][chybí lepší zdroj] Po matce je ukrajinského původu.[chybí lepší zdroj]
Od roku 2012 žije v Miroslavi u Znojma, kde obhospodařuje vlastní záhumenek o rozloze asi 1000 metrů čtverečních, a proto se označuje za zemědělce. Společně s manželkou vychovávají pět dětí.

## Politická činnost
Od roku 2017 vystupuje na sociálních sítích pod pseudonymem Vidlák, kde zveřejňuje svoje politické názory.[chybí lepší zdroj] Bývá označován za dezinformátora pro šíření nepodložených zpráv; například obvinil firmu ČEZ, že na jižní Moravě hromadně odpojuje lidem elektroměry, i když tato firma v regionu vůbec nepůsobí. Dlouhodobě vystupuje proti vládě Petra Fialy. V komunálních volbách v roce 2022 kandidoval ze 4. místa kandidátky České strany sociálně demokratické do zastupitelstva města Miroslav jako nestraník. Mandát se mu však získat nepodařilo. Od roku 2022 ho podporuje slovenský miliardář Ján Sabol, podnikající mimo jiné v Rusku.
V říjnu roku 2023 se připojil k volební koalici Stačilo!, jež tvořily strany KSČM, SD-SN a ČSNS a která se prezentovala jako národně konzervativní levicové uskupení. V roce 2024 spolupořádal s agrobaronem Zdeňkem Jandejskem zemědělské protesty. Od roku 2024 působil krátce jako asistent poslance Evropského parlamentu Ondřeje Dostála, který byl na kandidátce uskupení Stačilo! zvolen jako nestraník za SD-SN.
Dne 10. října 2024 bylo na Ministerstvu vnitra ČR Sterzikem zaregistrováno politické hnutí Stačilo! V březnu 2025 byl zvolen jeho předsedou.

### Kandidatura do Poslanecké sněmovny 2025
Ve sněmovních volbách v roce 2025 je lídrem uskupení Stačilo! (KSČM, SOCDEM, ČSNS, SD-SN, Moravané) v Jihomoravském kraji.